# Airspeed Queen Wasp
Ейрспід AS.30 Квін Восп (англ. Airspeed AS.30 Queen Wasp — Королева Оса) — британський безпілотний радіокерований літак-мішень виробництва компанії Airspeed Ltd.. Випробовувався для прийняття на озброєння повітряними силами і флотом, але серійно не виготовлявся.

## Історія
В середині 1935 року на озброєння Королівських ВПС було прийнято радіокерований літак-мішень Queen Bee, але його швидкість в 160 км/год була явно недостатньою для моделювання реальних мішеней. Тому того ж року була видана специфікація Q.32/35 на створення швидшого радіокерованого літака.
Для участі в конкурсі компанія Airspeed Ltd. запропонувала проєкт під заводським позначенням AS.30, і в травні 1936, після розгляду комісією, було замовлено два прототипи. Один з них мав мати звичайне шасі для випробувань Королівськими ВПС, а інший поплавкове — для випробувань флоту.
Отримавши військове позначення «Queen Wasp» сухопутний і поплавковий варіант вперше піднялись в повітря 11 червня і 19 жовтня 1937 року відповідно. Флотські випробування почались в листопаді на гідроавіаносці «Пегасус». Випробування виявились невдалими — літак мав погану керованість, тому після надходження на озброєння щ трьох літаків від «Квін Восп» відмовились.

## Опис конструкції
Queen Wasp був одномісним біланом з чистим аеродинамічним фюзеляжем, конічними крилами, які підтримувались тільки одною опорою. Кількість допоміжних тросів також була зведена до мінімуму. По всій довжині верхнього крила розміщувались щілинні закрилки, а на нижньому крилі — елерони, які теж могли використовуватись як закрилки. Літак мав дерев'яну конструкцію з тканинним покриттям поверхонь. Сухопутне шасі мало обтічники.
Для ручного керування літаком в ньому було обладнано закриту кабіну.

## Тактико-технічні характеристики
Дані з Consice Guide to British Aircraft of World War II
|                         | AS.30                         | AS.30 (гідроплан)             |
| ----------------------- | ----------------------------- | ----------------------------- |
| Довжина                 | 7,42 м                        | 8,86 м                        |
| Висота                  | 3,07 м                        | 3,96 м                        |
| Розмах крил             | 9,45 м                        | 9,45 м                        |
| Максимальна злітна маса | 1588 кг                       | 1724 кг                       |
| Двигун                  | Armstrong Siddeley Cheetah IX | Armstrong Siddeley Cheetah IX |
| Потужність              | 350 к. с. (261 кВт.)          | 350 к. с. (261 кВт.)          |
| Максимальна швидкість   | 277 км/год на 2440 м.         |                               |
| Крейсерська швидкість   | 243 км/год на 3050 м.         |                               |
| Практична стеля         | 6100 м                        | 6100 м                        |